# Татарские Шатрашаны
Тата́рские Шатраша́ны (тат. Татар Шатрашаны) — село в Дрожжановском районе Республики Татарстан, в составе Нижнечекурского сельского поселения.

## География
Село находится близ границы с Ульяновской областью, в 25 километрах к юго-западу от села Старое Дрожжаное.

## История
Село известно с 1653–1654 годов, по одной из версий, основано в период Казанского ханства.
В XVIII – первой половине XIX веков жители относились к категории государственных крестьян, выполняли лашманскую повинность. Занимались земледелием, разведением скота, было распространено отходничество на сезонные сельскохозяйственные работы.
В «Списке населенных мест по сведениям 1859 года», изданном в 1863 году, населённый пункт упомянут как лашманская деревня Татарские Шатрашаны 1-го стана Буинского уезда Симбирской губернии. Располагалась на правом берегу реки Большой Яклы, по правую сторону торговой дороги в село Астрадамовку Алатырского уезда, в 80 верстах от уездного города Буинска и в 43 верстах от становой квартиры во владельческой деревне Малая Цыльна. В деревне в 64 дворах жили 807 человек (389 мужчин и 418 женщин). Была мечеть.
В 1930 году в селе организован колхоз «Марс». В настоящее время земли бывшего колхоза перешли в распоряжение ООО «АгроТрансПорт».
В начале XX века в селе функционировали 2 мечети, медресе, 4 торгово-промышленных заведения. В этот период земельный надел сельской общины составлял 934,8 десятины.
До 1920 года село входило в Архангельскую волость Буинского уезда Симбирской губернии. С 1920 года в составе Буинского кантона ТАССР. С 10 августа 1930 года в Дрожжановском, с 1 февраля 1963 года в Буинском, с 30 декабря 1966 года в Дрожжановском районах.

## Население
| 1859 | 1897 | 1913 | 1920 | 1926 | 1989 | 2002 | 2008 | 2010 | 2018 |
| ---- | ---- | ---- | ---- | ---- | ---- | ---- | ---- | ---- | ---- |
| 807  | 1030 | 1383 | 1383 | 1541 | 464  | 392  | 324  | 308  | 267  |

Национальный состав села - татары.

## Экономика
Полеводство, молочное скотоводство.
К северу от села в 1990 году выявлено Татарско-Шатрашанское месторождение цеолитсодержащих пород, запасы которых на площади 450 га достигают около 100 млн т. В 2013 году с целью переработки цеолитосодержащих пород создано открытое акционерное общество «Цеолиты Поволжья».

## Социальная инфраструктура
Начальная школа, клуб, библиотека, фельдшерско-акушерский пункт, детский сад.

## Религиозные объекты
Мечеть.